# کوسه آبسنگی خاکستری
کوسه آبسنگی خاکستری (نام علمی: Carcharhinus amblyrhynchos) نام یک گونه از سرده کوسه‌های تیزبینی است.